# Rape Me
Rape Me (с англ. — «Изнасилуй меня») — песня американской гранж-группы Nirvana, написанная Куртом Кобейном. Песня была третьим синглом (совместно с All Apologies) из третьего и последнего студийного альбома группы In Utero. Сингл достиг 32 позиции в хит-параде Великобритании UK Singles Chart.

## Написание и запись
«Rape Me» была написана Куртом Кобейном на акустической гитаре в 1991 году, во время записи второго альбома группы Nevermind. Впервые песня была исполнена 18 мая 1991 года в клубе «The Catalyst» в городе Санта-Круз, штат Калифорния. По всей видимости, песня не была запланирована, так как после концерта Крист и Дэйв говорили: «Что за херня? Мы даже не знаем эту песню!». Первоначально, вместо проигрыша перед финальным припевом звучало гитарное соло.
Nirvana решила сыграть «Rape Me» на церемонии музыкальных наград MTV Video Music Awards 1992 года, однако организаторы, ранее сказав, что группа может сыграть любую песню на свой выбор, позже настояли на исполнении хитовой «Smells Like Teen Spirit». За час до выступления группа отказалась играть, но, опасаясь, что канал объявит бойкот, если они откажутся выступать, музыканты в итоге объявили, что выступят с песней «Lithium». Выйдя на сцену, Кобейн сыграл первые несколько аккордов «Rape Me» и пропел первую строчку песни (потом он объяснял, что хотел, чтобы «у MTV случился маленький сердечный приступ»); организаторы хотели закрыть выступление рекламой, но группа уже начала играть «Lithium».
Первая запись песни была сделана в октябре 1992 года во время двухдневной демосессии с продюсером Джеком Эндино в Сиэтле, штат Вашингтон. Было записано два варианта песни; первый вариант — инструментальный, тогда как второй включал в себя вокал Кобейна и бэк-вокал ударника Дэйва Грола. Во время записи вокальной партии Кобейн держал на руках свою двухмесячную дочь, поэтому на демо можно услышать её плач.
В феврале 1993 года, Nirvana отправилась в студию «Pachyderm» в Каннон-Фолс, штат Миннесота, для записи их третьего студийного альбома In Utero с продюсером Стивом Альбини. 15 февраля группа записала музыку для «Rape Me». На следующий день, во время шестичасовой сессии Кобейн записал вокальные партии для альбома.

## Текст песни
Курт позиционировал эту песню, как жизнеутверждающую анти-насильническую песню. «Женщины, которые подверглись изнасилованию (…) сходят с ума от пережитого… — объяснял он в интервью. — Знаете, это похоже на призыв: „Ну, давай, насилуй меня, ничего не бойся, так как получишь все, чего заслуживаешь“». Я верю в карму и считаю, что этот ублюдок в конце концов получит то, чего заслужил. Его непременно изловят и отправят в тюрьму, где его, в свою очередь, благополучно изнасилуют. Поэтому: «Изнасилуй меня, давай, не бойся, так как тебя ожидает нечто более ужасное». Популярно заблуждение, что эта песня описывает его отношения с массмедиа, но Курт отрицал это.
Первоначальный текст песни несколько отличался от окончательного. Впоследствии Кобейн сократил стихотворение и прибавил к нему строки: «My favourite inside source/I’ll kiss your open sores/Appreciate your concern/You’ll always stink and burn» (рус. Мой любимый внутренний источник/Я буду целовать твои открытые раны/Ценить твою заботу/Ты всегда будешь вонять и гореть). На «внутренний источник» ссылалась в своих статьях журналистка Линн Хиршберг, объявившая, что жена Кобейна Кортни Лав употребляла героин во время беременности, что послужило поводом к делу о лишении пары родительских прав (правда, в итоге им все же разрешили воспитывать новорожденную дочь Фрэнсис Бин Кобейн самостоятельно). Супруги подозревали (как выяснилось позже — ошибочно) менеджера группы Soundgarden в передаче информации Хиршберг, к которому и были обращены эти строки.

## Другие версии
Живая версия песни была записана 25 сентября, 1993 для сборника Saturday Night Live: The Musical Performances, Volume 2 и для DVD, Saturday Night Live: 25 Years of Music, Volume 4.
Ещё две версии этой песни вышли в 2004 году в сборнике With the Lights Out, одна из них — домашняя акустическая демозапись, другая — студийная версия 1992 года. Обе версии были также включены в сборник Sliver: The Best of the Box.
Также эта песня была переименована в «Waif Me» для продаж в магазинах Wal-Mart и Kmart, ибо те нашли название композиции слишком «спорным».

## Каверы
«Rape Me» была исполнена кавер-группой «Richard Cheese and Lounge Against the Machine» для их альбома «Lounge Against the Machine», так же была включена в их альбом «The Sunny Side of the Moon: The Best of Richard Cheese» (обе песни со вступлениями, «А эта песня — для дам!»). Существует мнение, что группа «Marilyn Manson» в песне «They Said That Hell’s Not Hot» сделала отсылку на «Rape Me», о чём можно судить по нескольким начальным аккордам и пристрастия лидера к скандальным и антисоциальным темам. Также эта песня исполнялась американской группой The Used и группой Seether.

## Позиции в чартах
| Чарт (1993)               | Позиция |
| ------------------------- | ------- |
| Australia Singles Chart   | 58      |
| French Singles Chart      | 20      |
| Irish Singles Chart       | 20      |
| New Zealand Singles Chart | 20      |
| UK Singles Chart          | 32      |

## Отзывы
- #90 в журнале Kerrang!' «100 лучших рок — композиций» (1999).[11]
- #10 в журнале NME «Топ 20 песен Нирваны» (2004).